# Ядвіга Данська
Ядвіга Данська (дан. Hedevig af Danmark, 5 серпня 1581—26 листопада 1641) — данська принцеса з династії Ольденбургів, донька короля Данії та Норвегії Фредеріка II та Софії Мекленбург-Гюстровської, дружина курфюрста Саксонії Крістіана II.

## Походження
Ядвіга була молодшою донькою короля Данії та Норвегії Фредеріка II та його дружини Софії Мекленбург-Гюстровської. З батьківського боку вона була онукою короля Крістіана III Данського та Доротеї Саксен-Лауенбурзької. З материнської сторони приходилася онукою Мекленбург-Ґюстровському герцогу Ульріхові III та Єлизаветі Данській.

## Біографія
Ядвіга Данська народилася 5 серпня 1581 року у Фредеріксборзі. 12 вересня 1602 у Дрездені у віці 21 року вийшла заміж за курфюрста Саксонського Крістіана II, якому невдовзі виповнювалось 19. Він успадкував титул у віці восьми років і до повноліття герцога у 1601-му Саксонією керував регент Фредерік Вільгельм Саксен-Веймарський.  
Із Крістіаном Ядвіга прожила дев'ять років, так і не народивши йому дитину. 1611 року курфюрст помер. Крістіану наслідував молодший брат Йоганн Георг. Ядвіга в цей час почала користуватися великим впливом. Фактично вони із Йоганном Георгом поділили владу. Принцеса сама відала торговельними зв'язками із сестрою Анною, що була королевою Шотландії. Вона засновувала церкви та школи, займалася благодійністю: допомагала бідним, хворим та інвалідам. 
Під час Тридцятилітньої війни її землі зазнали значного спустошення. 
Померла Ядвіга у віці 60 років 26 листопада 1641. Була похована поруч із чоловіком у північній каплиці Фрайберзького собору.